# Sapahar
Sapahar è un sottodistretto (upazila) del Bangladesh situato nel distretto di Naogaon, divisione di Rajshahi. Si estende su una superficie di 244,49 km² e conta una popolazione di 161792 abitanti (censimento 2011).